# 辰巳智秋
辰巳 智秋（たつみ ともあき、1976年8月9日 - ）は、日本の俳優。krei所属。早稲田大学中退。

## 出演

### テレビドラマ
- 結婚できない男 第9話（2006年）
- 特命係長 只野仁 3rdシーズン 第26話（2007年） - 西山 役
- 土曜プレミアム 「夢の見つけ方教えたる!2」（2010年）
- 宇宙犬作戦 第2話（2010年） - ドン・ベガス 役
- 深夜食堂2 第11・17・20話（2011年） - 金魚 役
- 僕とスターの99日 第1話（2011年）
- まほろ駅前番外地 第11話（2013年） - チンピラA 役
- 天誅〜闇の仕置人〜 第2話（2014年） - 三平 太 役
- おふこうさん 第2話（2014年1月14日、NHK BSプレミアム）
- 64（ロクヨン） （2015年4月、土曜ドラマ） - 山科道夫 役
- 土曜ワイド劇場「ヤメ検の女6」（2015年11月7日、朝日放送）
- カインとアベル　第3話（2016年、フジテレビ）
- IQ246〜華麗なる事件簿　第7話（2016年、TBS）
- 下剋上受験　第3話（2017年、TBS）
- BSプレミアム 東京・足立区発ドラマ「千住クレイジーボーイズ」（2017年、NHK） - 金子 役
- 怪盗戦隊ルパンレンジャーＶＳ警察戦隊パトレンジャー 28話（2018年） - 早見豪 役
- 警視庁・捜査一課長 season6 最終話（2022年6月16日、テレビ朝日） - 井端由伸 役

### 配信ドラマ
- 地面師たち 第1話（2024年7月25日、Netflix）- 不動産ブローカー 役 ※ゲスト出演[1]

### 映画
- UDON（2006年）
- UFO食堂（2008年）
- サンシャインデイズ 劇場版（2008年）
- 代行のススメ（2009年）
- 蘇りの血（2009年）
- さらば愛しの大統領（2010年）
- DOG×POLICE 純白の絆（2011年）
- 指輪をはめたい（2011年）
- CUT（2011年）
- ライク・サムワン・イン・ラブ（2012年） - 整備工 役
- 体脂肪計タニタの社員食堂（2013年）
- テルマエ・ロマエII（2014年）

### 舞台
- ピーター・パン （2011年 - 2013年） - スミー 役
- 十一ぴきのネコ（2012年4月 - 5月） - にゃん九 役
- 八犬伝（2013年3月 - 4月、シアターコクーンほか） - 犬田小文吾 役
- それからのブンとフン（2013年10月）
- ラブ・ネバー・ダイ（2014年3月 - 4月） - スケルチ 役
- オーシャンズ11（2014年6月 - 10月）
- 痕跡 ‐あとあと-（2014年8月）
- DEATH NOTE （2015年4月 - 5月）
- KAAT神奈川芸術劇場プロデュース「ペール・ギュント」（2015年07月）
- マクベス（2016年6月 - 7月、東京グローブ座） - ロス 役[2]
- KAAT神奈川芸術劇場プロデュース「マハゴニー市の興亡」（2016年9月）
- ミュージカル「ビリー・エリオット〜リトル・ダンサー〜」（2017年7月 - 11月） - ビッグデイビィ 役
- ミュージカル『刀剣乱舞』〜結びの響、始まりの音〜（2018年3月24日 - 5月6日） - 島田魁 役
- COCOON PRODUCTION 2022「広島ジャンゴ 2022」（2022年4月5日 - 30日、東京・Bunkamura シアターコクーン/5月6日 - 16日、大阪・森ノ宮ピロティホール）[3]
- ミュージカル「ラブ・ネバー・ダイ」（2025年1月17日 - 2月24日） - スケルチ 役[4]
- ミュージカル「コレット」（2025年8月6日 - 24日）[5]
- スリーピルバーグス 第3回野外公演 in ビーチ！「歌唱劇 パラダイスをくちずさむ」（2025年9月19日 - 21日〈予定〉）[6]